# Лихославль (станция)
Лихосла́вль — узловая железнодорожная станция главного хода Октябрьской железной дороги в одноимённом городе Тверской области. На станции от главного хода ответвляется хордовая линия Лихославль — Вязьма на Торжок и далее.

## История
Станция была открыта в 1850 году под названием Осташковская в составе участка Тверь — Вышний Волочёк Санкт-Петербурго-Московской железной дороги и относилась к IV классу. Приказом МПС № 227 от 21 декабря 1850 года утверждено название станции, от находящейся близь деревни Осташково. После переименовании дороги 8 (20) сентября 1855 года, станция в составе Николаевской железной дороги, и в 1863 году получила официальное название в создаваемой сети железных дорог — Осташково.
Первоначально на станции было построено два деревянных пассажирских дома (вокзала) размером 8×4 саж (16×8 м), две каменные водонапорные башни и две деревянные высокие платформы, по обеим сторонам от путей.В 1866 году производились работы по удлинению пассажирских платформ.
В 1874 году от станции была построена соединительная ветвь длиной 1,387 вёрст к Новоторжской железной дороге. В 1876—1878 годах после открытия Новоторжской ж. д., велись работы по увеличению пассажирского дома, к которому примыкали пути новой дороги. Так как при удлинении здания длина его превысила 12-ти саженный предел, назначенный Строительным Уставом для деревянных построек, то к старому деревянному дому пристроена каменная часть, размером 6,6×6,24 саж. и по другую сторону построен деревянный дом симметрично старому. Для предохранения пассажиров от осадков, ожидающих прибытия и отправления поездов, в 1878 году производилось устройство навесов над пассажирскими платформами. В 1889—1890 годах, на платформах строятся новые деревянные, крытые железом и обшитые с трёх сторон навесы, длиной 18 сажень (36 метров).
В 1890—1891 годах после постройки Ржево-Вяземской железной дороги значительно усилилось движение пассажиров III класса вследствие этого производилось расширение пассажирских зал II и III кл.. В 1902 году удлинены пассажирские платформы на 15 сажень (30 метров) и промежуточная на 60 сажень (120 метров).
С 1 мая 1897 года станция получила новое название — «Новоторжская», а с 1 июля 1902 года «Лихославль».
С 27 февраля 1923 года, после переименовании дороги, станция в составе Октябрьской железной дороги, приказом НКПС № 1028 от 20 августа 1929 года станция в составе Октябрьских железных дорог, с 1936 года станция в составе Октябрьской железной дороги.
Согласно тарифному руководству № 4 от 1965 года на станции производит работы по приёму и выдачи повагонных грузов, допускаемых к хранению на открытых площадках, хранению грузов повагонными и мелкими отправками, загружаемых целыми вагонами на подъездных путях и местах необщего пользования, приёму и выдачи повагонных грузов, допускаемых к хранению в крытых складах, приёму и выдачи грузов в универсальных контейнерах МПС массой брутто 3—5 тонн на станциях, а также продажа билетов на все пассажирские поезда, приём и выдача багажа. Согласно приказу Росжелдора № 218 от 16 мая 2011 года приём и выдача грузов в универсальных контейнерах МПС массой брутто 3—5 тонн не производится. Согласно приказу Росжелдора № 507 от 20 ноября 2020 года на станции приём и выдача багажа не производится.
В 1971 году присвоен код ЕСР № 0718, 1975 году присвоен новый код ЕСР № 07180., с 1985 года новый код АСУЖТ (ЕСР) № 062100. В 1982 году станции присвоен код Экспресс-2 № 20454, с 1994 года новый код Экспресс-3 № 2004454.
В 1904 году от станции был проложен подъездной путь в Лисьегорский балластный карьер длиной 3,145 версты. На сайте С. Болашенко данный подъездной путь указан как узкоколейный. Также имеются пути к тяговой подстанции ЭЧЭ-9 «Лихославль», радиаторному заводу и заводу светотехники.

## Движение по станции
На станции останавливаются все пригородные поезда, следующие из Твери до Бологого и Торжка. Также на станции останавливаются часть поездов дальнего следования.
По состоянию на июль 2018 года через станцию курсируют следующие поезда дальнего следования:
| № поезда                         | Маршрут движения                 | № поезда                         | Маршрут движения                 |
| Круглогодичное обращение поездов | Круглогодичное обращение поездов | Круглогодичное обращение поездов | Круглогодичное обращение поездов |
| -------------------------------- | -------------------------------- | -------------------------------- | -------------------------------- |
| 119                              | Санкт-Петербург — Белгород       | 120                              | Белгород — Санкт-Петербург       |
| Сезонное обращение поездов       |                                  |                                  |                                  |
| 241                              | Мурманск — Москва                | 242                              | Москва — Мурманск                |

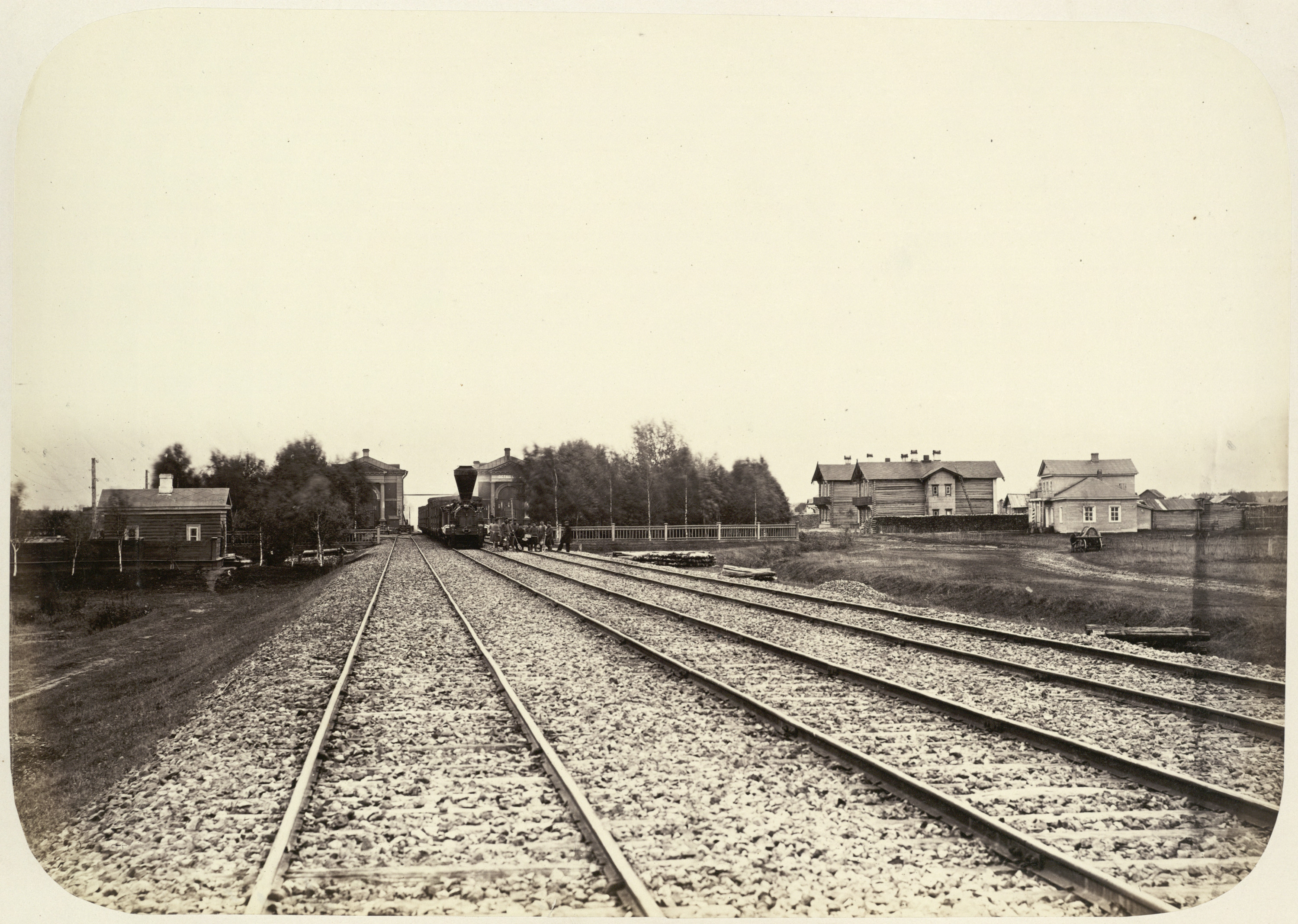
Станция Осташково в 1860-е годы